# Fredrique Modée
Fredrica (Fredrique) Emerentia Modée, född 11 mars 1781 i Karlskrona, död där 12 september 1842, var en svensk konstnärinna.
Hon var dotter till överståthållaren Carl Wilhelm Modée och grevinnan Ebba Ulrica Sparre af Söfdeborg och från 1800 gift med amiralen Magnus Daniel Palmqvist. Modée är representerad med akvarellen Vue du Chateau de Gripsholm et de La Ville de Mariefred vid Uppsala universitetsbibliotek och med laveringen av en stadsvy från Karlskrona vid Nordiska museet i Stockholm.